# Richard Ey (Politiker, 1923)
Richard Ey (* 8. März 1923 in Stemshorn; † 4. April 1990 in Lemförde) war ein deutscher Landwirt und Politiker (FDP, später CDU). Von 1972 bis 1980 war er Mitglied des Bundestages.

## Leben und Beruf
Ey wurde in Stemshorn im niedersächsischen Landkreis Diepholz als Sohn von Luise Ey, geborene Bliso, und des Landwirts Friedrich Ey geboren. Nach dem Abitur an der Graf-Friedrich-Schule in Diepholz und dem von 1040 bis 1945 bei der Infanterie abgeleisteten Wehrdienst (ab 1942 als Offizier) absolvierte Ey eine landwirtschaftliche Ausbildung und arbeitete ab 1945 als Landwirt in Quernheim. Daneben betätigte er sich mit einem von ihm 1955 aufgebauten Betrieb (seit 1979 der Schäfereibetrieb Rehden) als landtechnischer Lohnunternehmer, war Mitglied in den Ausschüssen der Deutschen Landwirtschaftsgesellschaft und Vorsitzender des Landesverbandes Niedersachsen sowie des Bundesverbandes der Lohnunternehmer.
Ab 1944 war er verheiratet mit Irmgard Ey, geborene Schwacke. Aus der Ehen gingen die Kinder Gerhard, Dorothee und Friedemann Ey hervor.

## Partei
Nach dem Zweiten Weltkrieg schloss Ey sich der FDP an. Er war von 1957 bis 1967 Vorsitzender des FDP-Kreisverbandes Grafschaft Diepholz und wurde 1958 in den FDP-Landesvorstand Niedersachsen gewählt. Im Jahr 1967 trat er zur CDU über.

## Abgeordneter
Ey war seit 1956 Kreistagsmitglied des Kreises Grafschaft Diepholz. Er war Mitglied des Niedersächsischen Landtages zwischen der fünften und der siebten Wahlperiode vom 20. Mai 1963 bis 24. Januar 1973. Ey war Vorsitzender des Ausschusses für Ernährung, Landwirtschaft und Forsten zwischen dem 14. September 1970 und dem 7. Dezember 1972. Zunächst gehörte er der FDP-Fraktion bis zum 21. Februar 1967 an. Er wechselte am 22. Februar in die CDU-Fraktion des Landtages.
Von 1972 bis 1980 war er Mitglied des Deutschen Bundestages. Er zog stets als direkt gewählter Abgeordneter des Wahlkreises Nienburg in den Bundestag ein.

## Öffentliche Ämter
Ey amtierte von 1952 bis 1976 als Bürgermeister der Gemeinde Quernheim. Er war zudem Rotarier.